# Кубанский Мариинский женский институт
Кубанский Мариинский женский институт — женское образовательное учреждение (институт благородных девиц) Российской империи.

## История
В октябре 1863 года в Екатеринодаре было открыто специальное женское училище (Кубанское Мариинское женское училище), при котором был пансион. Училище размещалось в арендованных домах отставного войскового старшины Александра Лукича Посполитаки, который в 1862 году создал «Благотворительное общество и А. Л. Посполитаки» с целью создания училища. Екатеринодарское женское училище, которое впоследствии Императорским указом было названо именем Посполитаки, служило главной своей цели: образованию простого казачьего сословия. В училище принимались девочки из семей всех состояний и вероисповеданий в возрасте от семи лет. В училище существовали попечительный и педагогический советы, куда входили представители Кубанского казачьего войска.
Училище разрасталось и скоро стал вопрос о собственном его здании. Закладка нового здания состоялась 26 апреля 1868 года, его строительство было закончено к 1 сентября 1870 года — началу занятий. Построено оно было по проекту войскового архитектора Кубанского казачьего войска Е. Д. Черника. Возведено на территории бывшей усадьбы атамана Черноморского казачьего войска генерала Н. С. Завадовского. Одновременно со строительством здания на прилегающей территории был разбит парк; во дворе находились различные хозяйственные постройки. Новое здание было также рассчитано для размещения в нём пансиона на 125 воспитанниц.
14 декабря 1902 года Кубанское Мариинское женское училище было преобразовано в Кубанский Мариинский женский институт с семилетним курсом обучения. В 1909 году (строительство было начато в 1906 году) Мариинский институт был переведен в новое, специально построенное по проекту архитектора А. П. Косякина здание, в прежнем здании разместилась Краснодарская мужская учительская семинария, а в советское время — детский дом № 1.
Начальницами Мариинского женского института (назначались начальником Кубанской области) были:
- 1863—1866 годы — Полина Ивановна Антонович (бывшая надзирательница училища им. А. Посполитаки);
- 1866—1868 годы — Елена Сергеевна Сумарокова-Эльстон[5] (графиня, супруга наказного атамана Кубанского казачьего войска Феликса Николаевича Сумарокова-Эльстона);
- 1868—1870 годы — Софья Адольфовна Эйнбродт (вдова ординарного профессора Московского университета);
- 1872—1876 годы — Софья Фёдоровна Лебедева (вдова надворного советника, получившая образование в Таганрогском пансионе благородных девиц);
- 1877—1904 годы — Анна Михайловна Казаринова (дочь коллежского асессора, окончившая курс наук в Московском училище ордена Св. Екатерины);
- 1904—1917 годы — Ольга Александровна Апухтина[6] (вдова отставного гвардии поручика, окончившая курс в Псковской Мариинской женской гимназии).

Учебно-воспитательный процесс в институте обеспечивался высококвалифицированными преподавателями, в числе которых были выпускники Московского университета, Санкт-Петербургского, Киевского и Харьковского университетов, а также Гренобльского университета (Франция), Марбургского университета, Московской духовной академии, Императорских Академии художеств и Придворной капеллы. В их числе статский советник С. И. Калайтан преподавал историю, кубанский художник П. С. Косолап преподавал каллиграфию и чистописание.

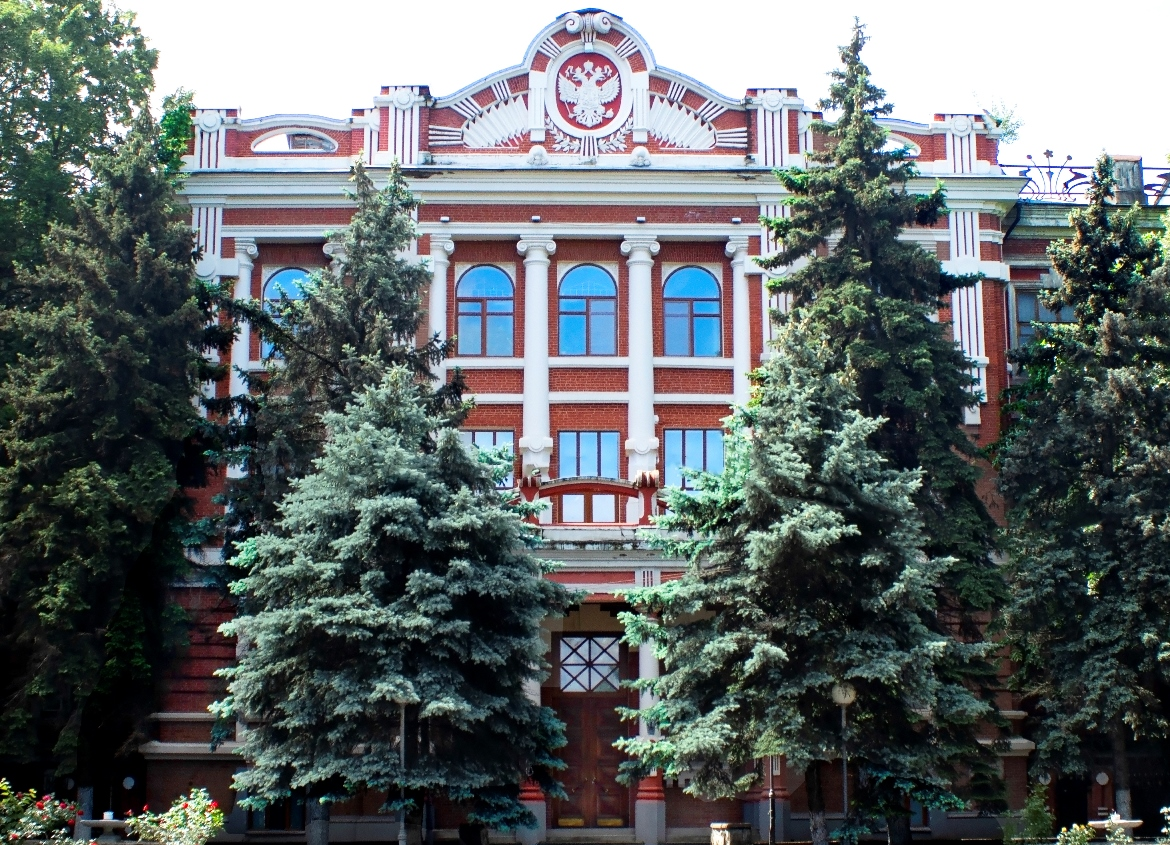
Современный вид основного корпуса Училища

После Октябрьской революции институт был закрыт: в ноябре 1918 года он был реформирован и переименован в войсковую женскую гимназию, а в 1920 году воспитанницы и преподаватели были распущены. В 1920-е годы в нём размещалась партийная школа. Затем бывшее здание Мариинского женского института заняло военное училище, в настоящее время в нём находится Краснодарское высшее военное училище имени генерала армии С. М. Штеменко.